# Beatriz Souza
Beatriz Souza (Itariri, 20 de mayo de 1998) es una deportista brasileña que compite en judo.
Participó en los Juegos Olímpicos de París 2024, obteniendo dos medallas, oro en +78 kg y bronce en el equipo mixto. En los Juegos Panamericanos consiguió tres medallas, en los años 2019 y 2023.
Ganó seis medallas en el Campeonato Mundial de Judo entre los años 2017 y 2023, y nueve medallas en el Campeonato Panamericano de Judo entre los años 2017 y 2025.

## Palmarés internacional
| Juegos Olímpicos        | Juegos Olímpicos          | Juegos Olímpicos  | Juegos Olímpicos |
| Año                     | Lugar                     | Medalla           | Categoría        |
| ----------------------- | ------------------------- | ----------------- | ---------------- |
| 2024                    | París (Francia)           | Medalla de oro    | +78 kg           |
| 2024                    | París (Francia)           | Medalla de bronce | Equipo mixto     |
| Campeonato Mundial      |                           |                   |                  |
| Año                     | Lugar                     | Medalla           | Categoría        |
| 2017                    | Budapest (Hungría)        | Medalla de plata  | Equipo mixto     |
| 2019                    | Tokio (Japón)             | Medalla de bronce | Equipo mixto     |
| 2021                    | Budapest (Hungría)        | Medalla de bronce | +78 kg           |
| 2021                    | Budapest (Hungría)        | Medalla de bronce | Equipo mixto     |
| 2022                    | Taskent (Uzbekistán)      | Medalla de plata  | +78 kg           |
| 2023                    | Doha (Catar)              | Medalla de bronce | +78 kg           |
| Juegos Panamericanos    |                           |                   |                  |
| Año                     | Lugar                     | Medalla           | Categoría        |
| 2019                    | Lima (Perú)               | Medalla de bronce | +78 kg           |
| 2023                    | Santiago (Chile)          | Medalla de bronce | +78 kg           |
| 2023                    | Santiago (Chile)          | Medalla de plata  | Equipo mixto     |
| Campeonato Panamericano |                           |                   |                  |
| Año                     | Lugar                     | Medalla           | Categoría        |
| 2017                    | Ciudad de Panamá (Panamá) | Medalla de oro    | +78 kg           |
| 2018                    | San José (Costa Rica)     | Medalla de plata  | +78 kg           |
| 2019                    | Lima (Perú)               | Medalla de bronce | +78 kg           |
| 2020                    | Guadalajara (México)      | Medalla de plata  | +78 kg           |
| 2021                    | Guadalajara (México)      | Medalla de oro    | +78 kg           |
| 2022                    | Lima (Perú)               | Medalla de oro    | +78 kg           |
| 2023                    | Calgary (Canadá)          | Medalla de oro    | +78 kg           |
| 2024                    | Río de Janeiro (Brasil)   | Medalla de oro    | +78 kg           |
| 2025                    | Santiago (Chile)          | Medalla de oro    | +78 kg           |